# Jason Culina
Jason Culina (ur. 5 sierpnia 1980 w Sydney) – australijski piłkarz pochodzenia chorwackiego, grający na pozycji pomocnika, trener.

## Kariera klubowa
Culina zaczynał karierę w klubie Sydney United. W 1998 roku na jeden sezon przeszedł do lokalnego rywala Sydney Olympic. Był wtedy bardzo młodym, utalentowanym graczem, toteż zainteresował się nim słynny AFC Ajax. Culina trafił więc do Europy w 1999 roku, ale nim zagrał w Ajaksie był wypożyczany do gorszych klubów. W sezonie 2000/2001 trafił na wypożyczenie do Germinalu Beerschot natomiast w 2002/2003 do De Graafschap. W Ajaksie pierwszy mecz zagrał dopiero w sezonie 2003/2004 jednak nie poznano się tam na jego talencie i sezon skończył na 2 meczach. W 2004 roku pozbyto się go bez żalu i Culina zasilił FC Twente. Tam niespodziewanie zagrał wspaniały sezon zdobywając aż 11 bramek w sezonie. Na jesień 2005 parę razy pojawił się na boisku w barwach FC Twente i zaraz nastąpił transfer do Mistrza Holandii, PSV Eindhoven. Pierwszy sezon w barwach PSV zakończył na 23 meczach i nie strzelił bramki, ale wywalczył tytuł mistrza Holandii. Natomiast w drugim zdobył jednego gola w 28 spotkaniach i drugi raz z rzędu został mistrzem Niderlandów. W 2009 roku Culina powrócił do Australii i został graczem klubu Gold Coast United. Następnie występował w Newcastle Jets oraz Sydney FC. W 2013 roku zakończył karierę.
| Sezon   | Klub               | Kraj      | Rozgrywki              | Mecze | Bramki |
| ------- | ------------------ | --------- | ---------------------- | ----- | ------ |
| 1996/97 | Sydney United      | Australia | National Soccer League | 15    | 1      |
| 1997/98 | Sydney United      | Australia | National Soccer League | 20    | 1      |
| 1998/99 | Sydney Olympic     | Australia | National Soccer League | 21    | 1      |
| 1999/00 | AFC Ajax           | Holandia  | Eredivisie             | 0     | 0      |
| 2000/01 | Germinal Beerschot | Belgia    | Eerste Klasse          | 12    | 1      |
| 2001/02 | AFC Ajax           | Holandia  | Eredivisie             | 0     | 0      |
| 2002/03 | De Graafschap      | Holandia  | Eredivisie             | 24    | 1      |
| 2003/04 | AFC Ajax           | Holandia  | Eredivisie             | 2     | 0      |
| 2004/05 | FC Twente          | Holandia  | Eredivisie             | 32    | 11     |
| 2005/06 | FC Twente          | Holandia  | Eredivisie             | 6     | 1      |
| 2005/06 | PSV Eindhoven      | Holandia  | Eredivisie             | 23    | 0      |
| 2006/07 | PSV Eindhoven      | Holandia  | Eredivisie             | 28    | 1      |
| 2007/08 | PSV Eindhoven      | Holandia  | Eredivisie             | 18    | 1      |
| 2008/09 | PSV Eindhoven      | Holandia  | Eredivisie             | 29    | 1      |
| 2009/10 | Gold Coast United  | Australia | A-League               | 25    | 3      |
| 2010/11 | Gold Coast United  | Australia | A-League               | 18    | 5      |
| 2011/12 | Newcastle Jets     | Australia | A-League               | 0     | 0      |
| 2012/13 | Sydney FC          | Australia | A-League               | 8     | 2      |

## Kariera reprezentacyjna
W reprezentacji Australii Culina debiutował 9 lutego 2005 roku w zremisowanym 1:1 meczu z reprezentacją RPA. Od czasu debiutu Culina jest regularnie powoływany do reprezentacji Socceroos przez selekcjonera Guusa Hiddinka, który także szkoli Culinę w PSV Eindhoven. Pierwszego gola w reprezentacji Culina zdobył w meczu z reprezentacją Wysp Salomona we wrześniu 2005 roku. Culina pomógł także reprezentacji Australii w awansie do finałów Mistrzostw Świata w Niemczech. Zagrał w obu barażowych meczach z reprezentacją Urugwaju. Został także powołany do 23-osobowej kadry na same finały MŚ.